# Lilith (album)
Pour les articles homonymes, voir Lilith.
Albums de Jean-Louis Murat
Le Moujik et sa femme
(2002) Mockba
(2005)
Lilith est un album de Jean-Louis Murat sorti le 25 août 2003 sur le label Labels de Virgin Records.

## Historique
L'écriture de cet album s'est déroulée dans le contexte de la lecture par Jean-Louis Murat des œuvres de Marcel Proust.
Le 24 août 2018 parait une réédition vinyle de l'album (l'album original était déjà sorti en triple vinyle et double CD en 2003).

## Liste des titres de l'album
cd1
1. Les Jours du jaguar – 3:46
2. À la morte fontaine – 3:22
3. La Maladie d'amour – 3:40
4. Le Mou du chat – 7:07
5. Tant la vie demande à mourir  – 5:21
6. Le Cri du papillon – 2:57
7. Zibeline tang – 4:35
8. Lilith – 4:27
9. C'est l'âme qu'on nous arrache – 4:24
10. De la coupe aux lèvres – 3:23
11. On ne peut rien en dire – 7:01
12. Le Revolver nommé désir – 2:55

cd2
1. Se mettre aux anges – 6:12
2. Qui est cette fille – 3:39
3. Émotion – 3:18
4. Le Contentement de la lady – 6:17
5. Le Voleur de rhubarbe – 3:26
6. Le Désarmement intérieur – 4:27
7. Elle pleure – 4:07
8. Le Salaud – 2:15
9. La Nature du genre – 3:59
10. Gel et Rosée – 4:29
11. L'Absence de vraie vie – 3:16

## Musiciens ayant participé à l'album
- Jean-Louis Murat : Chant, guitares, bouzouki, harmonica, Fender Rhodes, piano, Minimoog
- Fred Jimenez : Basse, batterie, Fender Rhodes
- Stéphane Reynaud : Batterie, percussions
- Camille, China, Jule ; Armelle Pioline ; Dickon Hinchliffe : Chœurs
- David Boulter, Denis Clavaizolle : Orgue
- Stéphane Belmondo : Bugle
- Stéphane Prin : Tambourin
- Cordes (coordination Sarah Willson) : violons : Calina De La Mare, Natalia Bonner, Catherine Browning, Brian Wright, Wendy De St Paer, Sarah Button ; Ruth Gotlieb, Chris Koh, Kate O'Connor, Anna Gidey, Clare Raybould ; alto : Robert Spriggs, Sophie Sirota, Ann Child, Charles Cross ; violoncelle : Sarah Willson, Andrew Nice, Helen Thomas ; contrebasse : Andrew Waterworth